# 麹演
麴演（2世纪—220年），西平郡（今青海省西宁市）人。东汉末年人物。

## 生平
建安二十年（215年） 西平郡、金城郡的麹演、蒋石等将领共同杀死韩遂，把他的头颅献给曹操。武威郡的颜俊、张掖郡的和鸾、酒泉郡的黄華、西平郡的麹演等人，各自占据所在的郡，自称将军，互相攻击。曹操询问张既，张既献卞庄子刺虎之计。过了一年以后，和鸾杀了颜俊，武威的王秘又杀了和鸾。延康元年（220年），曹丕提升安定郡太守邹岐为凉州刺史。西平的麹演勾结附近几郡制造动乱，抗拒邹岐。张掖郡的张进把太守杜通抓了起来，酒泉郡的黄华则拒绝太守辛机赴郡就任，他们都自称太守响应麹演。凉州卢水胡伊健妓妾、治元多也反抗朝廷，河西大乱。苏则、郝昭等人进攻张掖郡的张进。麹演听说後，率领步、骑兵三千人来迎苏则，声称来助战，实是准备突击，苏则借机引诱麹演会面，将其斩首，并把尸体拖出来展示给他的部属，麹演的党羽便都散走了。

## 同伴
蒋石，金城郡（今甘肃省兰州市）人，和麹演共同杀死韩遂